# Leonard K. Carson
Pour les articles homonymes, voir Carson.
Leonard Kyle « Kit » Carson Sr. (né le 12 mars 1923 à Falls City et mort le 8 mars 1994 à Chester) est un aviateur américain et un colonel de l'armée de l'air américaine.

## Biographie
Pendant la Seconde Guerre mondiale, il est l'as de l'aviation le plus titré du 357th Fighter Group (en) et l'un des meilleurs as de la 8th Air Force, avec 18,5 victoires aériennes.

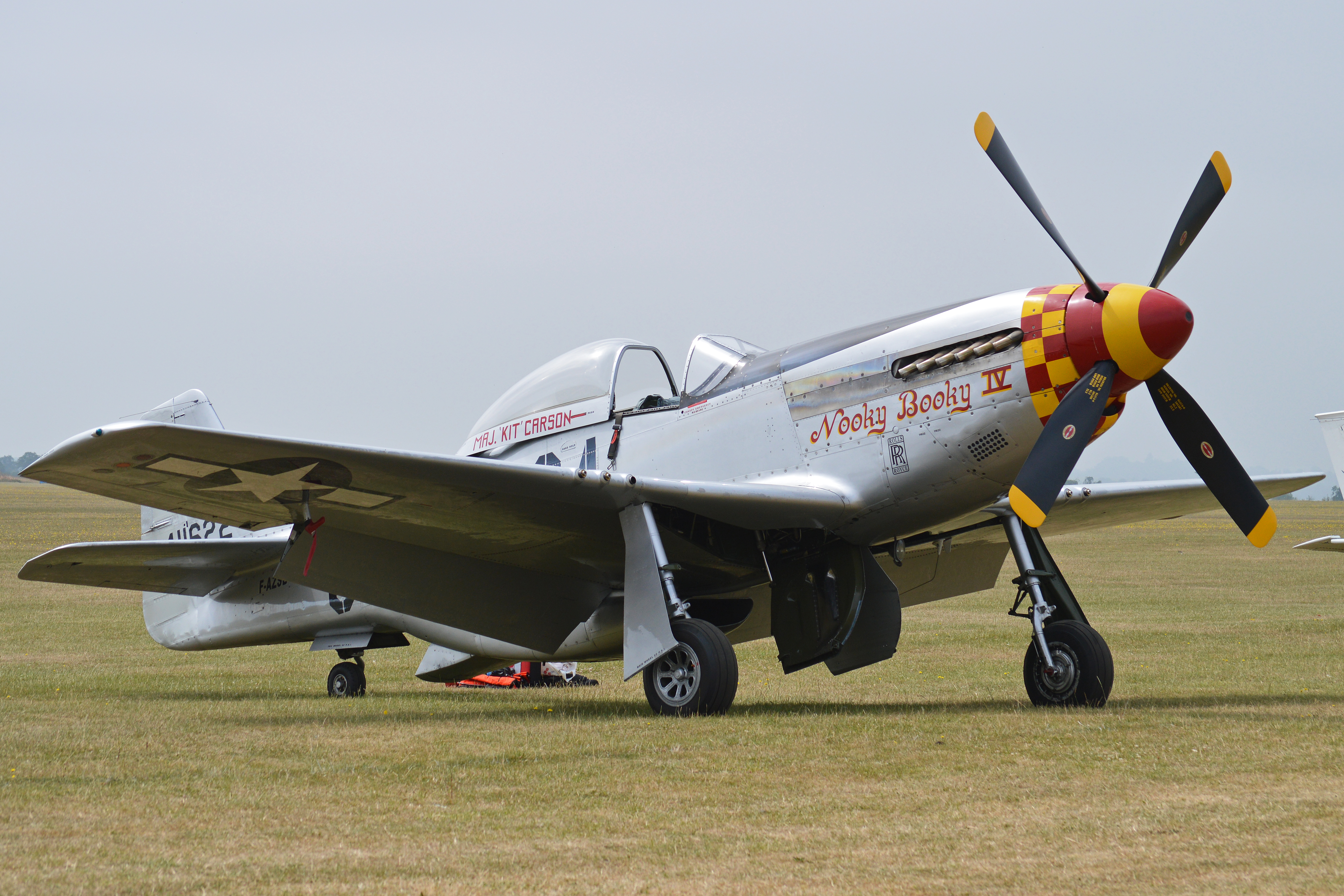
Un North American P-51 Mustang peint pour représenter le Nooky Booky IV piloté par Carson.
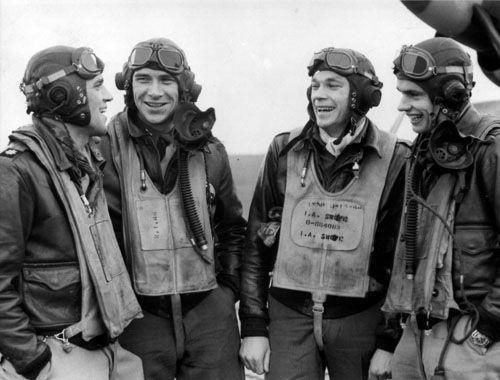
Les as du 357th Fighter Group : Richard A. Peterson (en) , Leonard K. Carson, John B. England (en) et Bud Anderson.
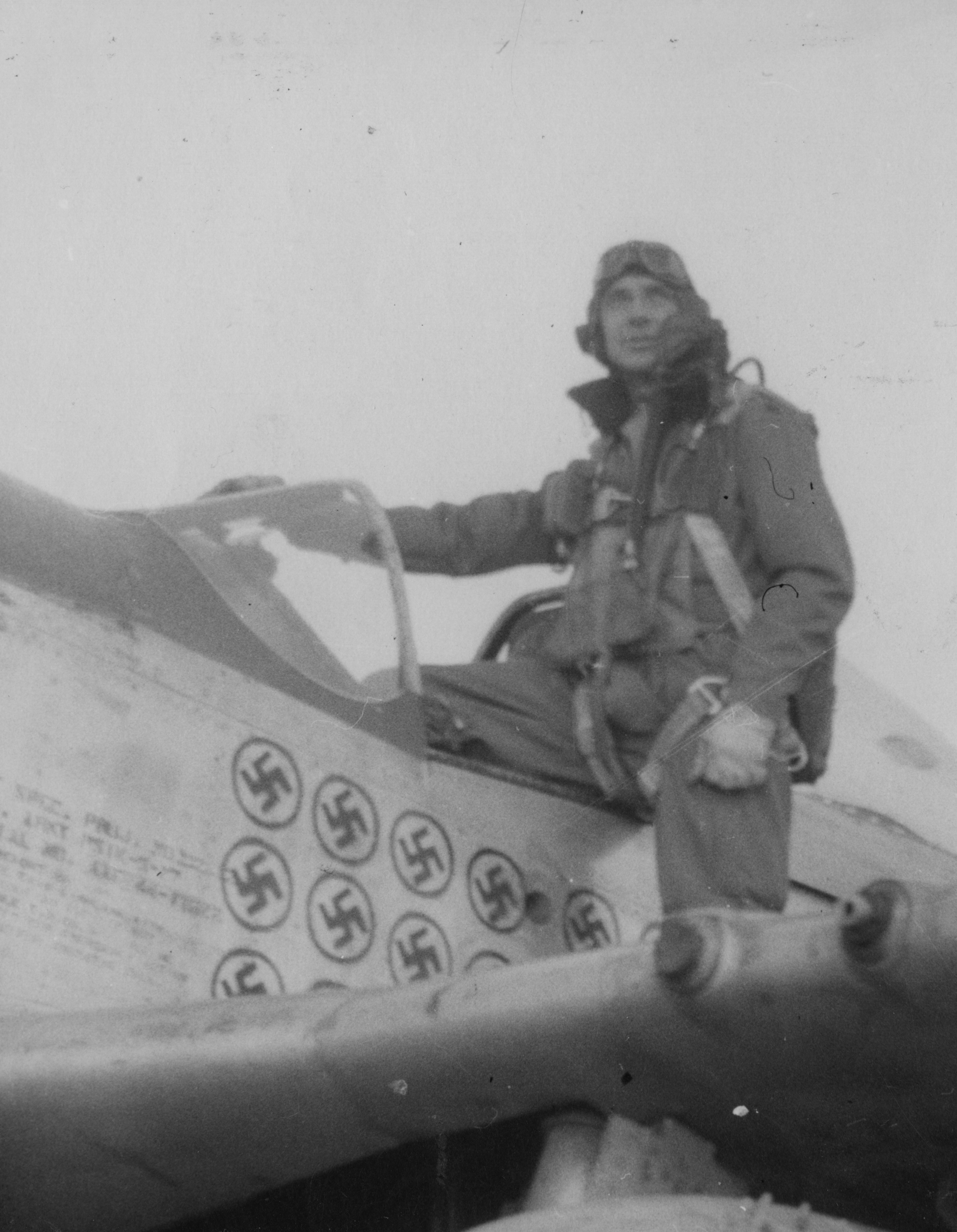
Carson à bord de son P-51 Mustang.
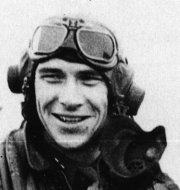
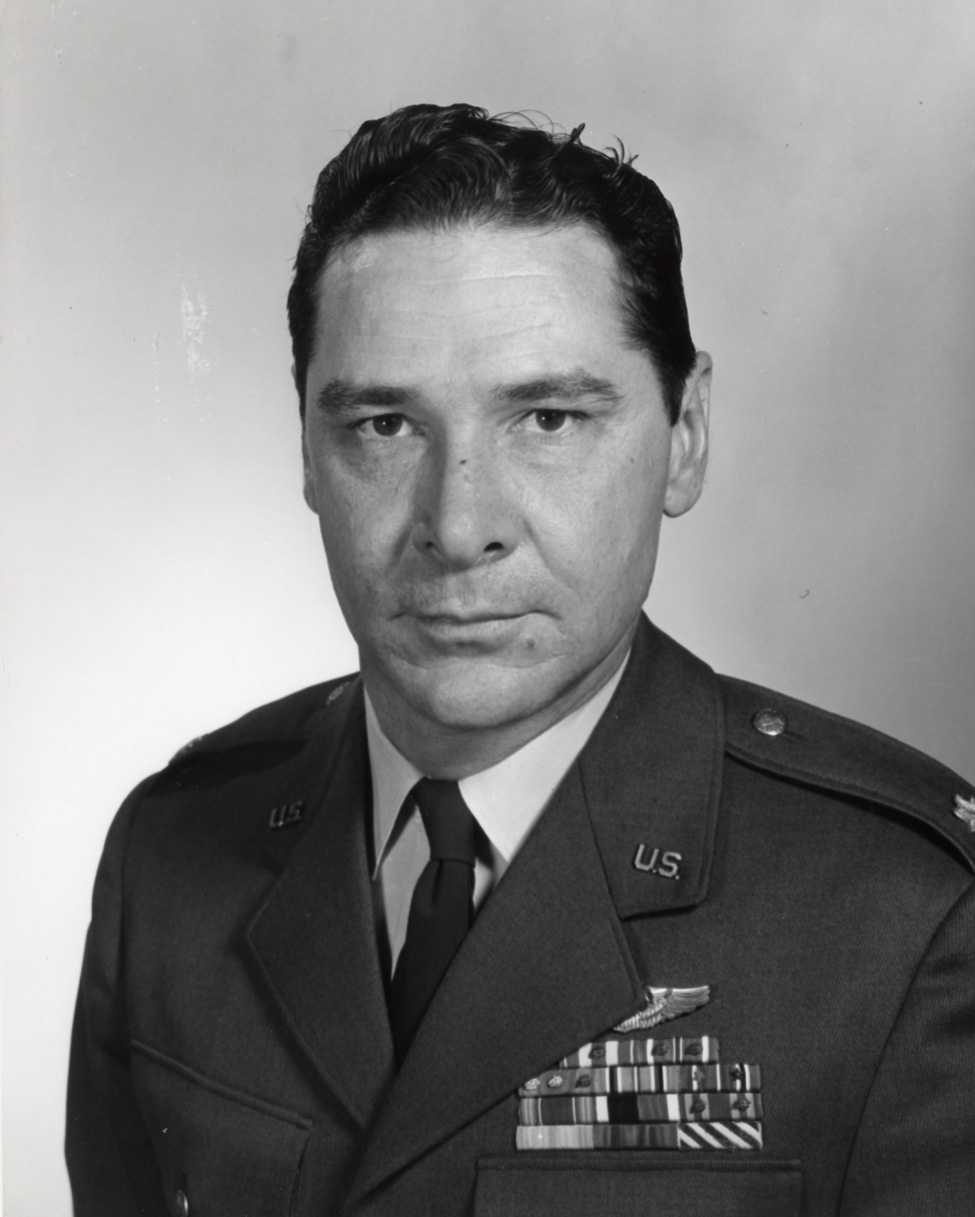